# کو فیفی
کو فیفی (انگلیسی: Qu Feifei؛ زادهٔ ۱۸ مهٔ ۱۹۸۲) بازیکن فوتبال اهل چین است.